# Питер Џон Стивенс
Питер Џон Стивенс (енгл. Peter John Stevens; Крањ, 1. јун 1995) словеначки је пливач чија специјалност су трке прсним стилом. Освајач је медаља на бројним великим такмичењима, вишеструки национални првак и рекордер и некадашњи светски јуниорски првак. 

## Спортска каријера
Питер је рођен у Крању, а одрастао у Медводама, у мешовитој енглеско-словеначкој породици. Пливањем је почео да се бави веома рано, а први запаженији резултат постигао је на европском јуниорском првенству 2012. у белгијском Антверпену где је у финалу трке на 50 прсно заузео високо четврто место. Већ наредне године осваја титулу светског јуниорског првака на 50 прсно, на првенству у Дубаију. У децембру исте године успешно је дебитовао у сениорској конкуренцији, пошто је на европском првенству у малим базенима у Хернингу заузео пето место у финалу трке на 50 прсно.  
Године 2014. одлази у Сједињене Државе на студије на Универзитету Тенесија, а током студирања наступао је и за пливачку универзитетску секцију.
Успешан деби на светским првенствима је имао у Казању 2015, где је успео да се пласира у полуфинале трке на 50 прсно (укупно 12. место). На европском првенству у Лондону 2016. осваја сребрну медаљу на 50 прсно, што је уједно била и његова прва сениорска медаљана великим такмичењима у каријери. У истој дисциплини је крајем те године освојио и сребро на светском првенству у малим базенима у Виндзору, а време од 25,85 је уједно био и нови национални рекорд Словеније.
Такмичио се и на светским првенствима у Будимпешти 2017. (13. у полуфиналу на 50 прсно и 47. на 100 прсно) и Квангџуу 2019. (22. на 50 прсно и 39. на 100 прсно).
Током 2018. освојио је две бронзане медаље на 50 прсно, прву на Медитеранским играма у Тарагони, а другу на Европском првенству у Глазгову. 